# Осока Сергій Олександрович
Осока (Нечитайло) Сергій Олександрович (нар. 23 березня 1980 р.) — український письменник, перекладач. Член Національної спілки письменників України.

## Біографія
Осока (Нечитайло) Сергій Олександрович народився 23 березня 1980 року в смт Велика Багачка на Полтавщині. Закінчив філологічний факультет Полтавського державного педагогічного університету імені В. Г. Короленка (2002). Випускник спеціальності 014.01 середня освіта (українська мова і література). Пише під псевдонімом Сергій Осока. 
Кілька років працював журналістом — на Полтавському міському телебаченні, на обласному радіо. Входить до складу Ради Полтавської обласної організації НСПУ.
Неодноразово нагороджувався різними літературними преміями, брав участь у літературних фестивалях та письменницьких зустрічах.
Член Національної спілки письменників України з 2002 року.
Мешкає в м. Полтаві.

## Творчість
Твори друкувалися в обласних і всеукраїнських газетах, у часописах «Рідний край» і «Кур'єр Кривбасу» (оповідання «Пластиліновий батько»). Видавався в альманасі молодих поетів Полтави «Болотні вогні» (Полтава, 2002; друге видання — Київ, 2004).
Перша збірка поезій «Сьома сніжинка січня» побачила світ у Києві в 2002 році.
У 2015 році у «Видавництві Старого Лева» вийшла збірка поезій «Небесна падалиця», у 2016 році у тому ж видавництві — «Нічні купання в серпні» — перша прозова збірка Сергія Осоки, у 2020 — «Три лини для Марії».

### Автор книжок
- Сьома сніжинка січня: [Поезія.] — К.: Редакції загальнопедагогічних газет, 2002. — 83 с. ISBN 966-8200-00-4
- Небесна падалиця: [Поезія.] — Львів : Видавництво Старого Лева, 2015. — 144 с. ISBN 978-617-679-054-9.
- Нічні купання в серпні: [Коротка проза.] — Львів : Видавництво Старого Лева, 2016. — 224 с. ISBN 978-617-679-262-8.
- Три лини для Марії: [Коротка проза.] — Львів : Видавництво Старого Лева, 2020. — 248 с. ISBN 978-617-679-799-9.

### На шпальтах газет і журналів
- "Нічні купання в серпні" та реалізм: Сергій Осока видав першу прозову збірку / С. Осока // Вечірня Полтава. – 2016. – 16 листоп. – С. 24.
- "...а сніг на образах ти спиш у сні..." : поезії / С. Осока // Літературна Україна. – 2020. – 14 берез. – С. 16-17.
- "Він ходить пішки і часом їздить трамваєм..." : вірш / С. Осока // Дніпро. – 2010. – №5. – С. 115.
- ...А потім раптом вікна потьмяніли : поезії / С. Осока // Українська літературна газета. – 2020. – 14 лют. – С. 10.
- Баба Охрім : оповідання / С. Осока // Зоря Полтавщини. – 2022. – 15 лют. – С. 9.
- Балада про квашені помідори / С. Осока // Зоря Полтавщини. – 2012. – 7 верес. – С. 6.
- Балада про квашені помідори : новела / С. Осока // Зоря Полтавщини. – 2021. – 14 верес. – С. 8.
- Вечірні грузді : оповідання / С. Осока // Зоря Полтавщини. – 2018. – 19 черв. – С. 9.
- Вишенька : оповідання / С. Осока // Зоря Полтавщини. – 2022. – 15 лют. – С. 9.
- Вірші : [подані короткі відомості про автора] / Сергій Осока // Літературна Полтавщина. – 2001. – № 3-4. – С. 8.
- Вітні Х'юстон. Мамині іменини : новели / С. Осока // Зоря Полтавщини. – 2017. – 1 серп. – С. 4, 5.
- Гроза над жовтнем : [добірка віршів] / С. Осока // Полтавська криниця. – 2019. – № 2 (4). – С. 24-33.
- Діда Грицька поховають завтра : оповідання / С. Осока // Полтавська криниця. – 2019. – № 1 (3). – С. 55-61.
- Дощ; Мене не ждіть / С. Осока // Рідний край. – 2000. – № 2 (3). – С. 8-9.
- Є в осені світло : [новела письменника Сергія Осоки] / С. Осока // Зоря Полтавщини. – 2020. – 6 жовт. – С. 9.
- За течією : оповідання / С. Осока // Зоря Полтавщини. – 2014. – 13 верес. – С. 5.
- Корови йдуть / С. Осока // Зоря Полтавщини. – 2012. – 11 груд. – С. 3.
- Крашанка на хресті ; Баба Охрім : оповідання / С. Осока // Полтавська криниця. – 2021. – № 1-2. – С. 93-99.
- На Різдво до Катьки : оповідання / С. Осока // Українська літературна газета. – 2020. – 31 січ. – С. 20.
- Нічні купання в серпні : оповідання / С. Осока // Вісті. – 2022. – 12 серп. – С. 3.
- Півень : оповідання / С. Осока // Зоря Полтавщини. – 2012. – 17 жовт. – С. 3.
- Поезія. Переклади / С. Осока // Рідний край. – 2009. – № 2 (21). – С. 30-33.
- Постукати чотири рази : [проза] / С. Осока // Зоря Полтавщини. – 2018. – 24 квіт. – С. 9.
- Сім пісень до шовковиці / С. Осока // Українська літературна газета. – 2019. – 18 січ. – С. 14-15.
- Така пізня, така неможлива осінь : оповідання / С. Осока // Ліра. – 2021. – № 12. – С. 10-12.

### Переклади окремими книжками
- Олег Сенцов. Жизня / Пер. С. Осоки. — Львів : Видавництво Старого Лева, 2019. — 160 с.
- Олег Сенцов. Маркетер / Пер. С. Осоки. — Львів: Видавництво Старого Лева, 2019. — 376 с.[5]
- Олег Сенцов. Другу також варто придбати / Пер. С. Осоки. — Львів: Видавництво Старого Лева, 2020. — 560 с.[6]
- Олег Сенцов. Хроніка одного голодування. 4 з половиною кроки / Пер. С. Осоки. — Львів: Видавництво Старого Лева, 2020. — 792 с.[7].

### Нагороди
- Лауреат Міжнародного конкурсу найкращих творів молодих українських літераторів «Гранослов — 2000», учасник Всеукраїнської наради молодих літераторів (Київ — Ірпінь, 2000) та Літературного фестивалю «Гранослов» запалює зірки» (Київ, 2003).
- Лауреат III премії видавництва «Смолоскип» за збірку віршів «Голос мисливця» (2006).
- Лауреатів обласної премії імені Івана Петровича Котляревського (2016).
- Лауреат обласної премії імені Феодосія Рогового (2018).
- Лауреат премії міста Львова літератури ЮНЕСКО[8] (2021).

У 2021 році оповідання «Балада про квашені помідори» зі збірки «Нічні купання в серпні» була включена в список найкращих 30 оповідань незалежної України за версією Радіо NV.

## Твори в інтернеті
- Сергій Осока на poezia.org.ua
- Поезія
- Сергій Осока. 10 заповідей щирого графомана, або шлях у глухий кут
- Зінаїда Тулуб. Двадцять років на Голгофі / Сергій Осока // https://povaha.org.ua/zinajida-tulub-dvadtsyat-rokiv-na-holhofi/